# Centre Dramàtic del Vallès
El Centre Dramàtic del Vallès(CDV) és un centre de producció teatral de Catalunya. El CDV és un teatre públic estructurat sobre quatre punts: una companyia professional que incorpora els graduats del centre del Vallès i que recull la trajectòria de la companyia terrassenca El Globus, un repertori format per autors clàssics, contemporanis, catalans o estrangers que permeti arribar a la majoria de públic, un territori sobre el qual el centre projecta la seva activitat, i una política de públic amb iniciatives diverses.

## Història
L'any 1989 l'actor i director Josep Maria Flotats va presentar un projecte a la Generalitat per a la creació del Teatre Nacional de Catalunya (TNC) i, un cop acceptat com a vaixell insígnia de la política teatral del govern, el 1995 en va ser nomenat director fundador. Les tres sales que constitueixen el TNC (una de principal i dues d'annexes) van ser inaugurades entre els anys 1996 i 1997. El TNC realitza muntatges de clàssics catalans, textos universals i peces d'autors contemporanis; a més, afavoreix la promoció i consolidació de nous creadors amb el projecte T6. L'any 1998, Domènec Reixach i Felipe va rellevar Flotats en la direcció del teatre i, a partir del 2006, n'és director Sergi Belbel. Paral·lelament, l'any 1997, a més d'inaugurar-se el TNC, es va presentar el projecte de la Ciutat del Teatre, que havia d'incorporar el Lliure –encara amb seu a Gràcia– dins el mateix espai urbanístic que el Mercat de les Flors.
A banda dels centres dramàtics citats, tots ubicats a la ciutat de Barcelona, cal tenir en compte els centres que, ja des del moment que va començar el període d'institucionalització, van néixer al Vallès, Osona o Baix Camp, entre d'altres. El repte era articular el teatre nacional des d'una òptica descentralitzadora que afavorís l'intercanvi comarcal i les relacions als Països Catalans. El Centre Dramàtic del Vallès es va establir a la seu de l'antic Vapor Amat de Terrassa, l'any 1974. Actualment engloba les instal·lacions docents de l'Institut del Teatre –amb l'especialitat de teatre de gest–, la sala polivalent Maria Planas i el Teatre Alegria. Després que l'any 2004 l'Alegria tanqués per manca de recursos, Oriol Broggi en va ser el director, fins a l'any 2007, moment en què el va rellevar Pep Pla.
És el resultat de la política de descentralització de centres de producció teatral de Catalunya, nucli i plataforma d'acció teatral que integra paral·lelament la tasca formativa i la investigació del llenguatge dramàtic. És a partir de la creació del Centre del Vallès de l'Institut del Teatre, el 1974, quan es comencen a gestar les bases, juntament amb la companyia el Globus, del futur CDV.

## Fons
El seu fons entre 1996 i 2004 es conserva al Centre de Documentació i Museu de les Arts Escèniques i consta d'un conjunt de documents que inclouen el CDV, la companyia el Globus i el Centre del Vallès. Conté documentació administrativa, fotografies, cartells, premsa, partitures, dossiers espectacles, plafons, documentació de companyies, programes de mà. En catalogar-ho s'ha diferenciat entre documentació administrativa i documentació artística. Quant a l'organització del material en capses s'han numerat correlativament amb un títol genèric i s'ha descrit el contingut de cada capsa en ordre alfabètic o cronològic.